# Kompania Zatoki Hudsona
Kompania Zatoki Hudsona (ang. Hudson’s Bay Company, HBC, fr. Compagnie de la Baie d’Hudson) – korporacja handlowa powstała w 1670 roku i nadal działająca. Kompania jest jednym z najstarszych przedsiębiorstw na świecie. Powstała jako spółka łowiecka i handlu futrami, z czasem rozrastając się do olbrzymich rozmiarów. Do roku 1867 Kompania administrowała rozległymi terenami w Ameryce Północnej, które obecnie zajmują większość powierzchni Kanady. Z czasem spółka zaczęła prowadzić także działalność górniczą i inwestycyjną. Dziś jest średniej wielkości przedsiębiorstwem posiadającym kilka sieci domów towarowych działających w Kanadzie.

Flaga kompanii

Historia Kompanii rozpoczęła się od przygód dwóch francuskich traperów Medarda Chouarta i Pierre-Esprit Radissona. Zyskali oni wielką sławę jako myśliwi i handlarze futer w Nowej Francji. Jednak handel futrami w koloniach francuskich był zmonopolizowany, a dwaj młodzi traperzy nie uzyskali odpowiedniej licencji. Skończyło się to dla nich wtrąceniem do więzienia. Gdy zostali wypuszczeni, zbiegli do Nowej Anglii, gdzie zainteresowali brytyjskiego gubernatora George’a Cartwrighta rozpoczęciem działalności handlowej w północnych rubieżach kontynentu. Cartwright wraz z dwoma Francuzami udał się do Anglii by przedłożyć królowi projekt powołania nowej kolonii. Spotkali się z bardzo przychylnym przyjęciem na dworze Karola II. Na wodza wyprawy na zachód został mianowany królewski kuzyn książę Rupert. 3 czerwca 1668 r. flotylla składająca się z dwóch statków Eaglet (ufundowany przez króla) i Nonsuch (ufundowany przez spółkę kupiecką) wyruszyły na zachód. Wskutek nieprzewidzianych okoliczności Eaglet musiał zawrócić z drogi. Nonsuch 29 września po trzech miesiącach i 26 dniach żeglugi przybił do wybrzeży Zatoki Jamesa. Zanim zaczęła się subarktyczna zima, zbudowano Fort Karola – Fort Charles, w którym korzystając z przywiezionych zapasów oraz miejscowych środków przezimowano. Zanim koloniści przystąpili do wypełnienia swej misji, załatwili sprawy formalne z Indianami zamieszkującymi tamtejsze tereny. Zakupili od nich obszary łowieckie i zawarli odpowiednie umowy. W kilka miesięcy później Nonsuch wyruszył powrotną drogę wyładowany zapasami skór. Przedsięwzięcie z punktu widzenia handlowego okazało się bardzo intratne.
2 maja 1670 r. Karol II wystawił dokument fundujący kompanię. Dokument oddawał w dzierżawę na 100 lat tereny zajmujące działy wodne wszystkich rzek uchodzących do Zatoki Hudsona. Teren obejmujący blisko 4 miliony kilometrów kwadratowych zaczęto nazywać Ziemią Ruperta. Teren ten zajmował blisko 50% powierzchni obecnej Kanady oraz niektóre obszary dzisiejszego USA w Minnesocie i Dakocie Północnej. Kompania dostała monopol na wszelki handel i łowiectwo na tym terenie. Oryginalny dokument sporządzony na pergaminie o wymiarach 78,7 na 63,5 cm przechowywany jest do dziś w budynku zarządu korporacji. Dokument był zatytułowany: The Governor and Company of Adventures of England into Hudson Bay. Głównymi udziałowcami kompanii byli książę Rupert i siedemnastu wspólników, wśród których znajdowali się Médard Chouart Des Groseilliers i Pierre-Esprit Radisson. Jednocześnie Korona ustanowiła gubernatora zajmującego się stroną polityczną przedsięwzięcia. Pierwszym gubernatorem Ziemi Ruperta został Charles Bayley.
W 1670 r. nad Zatokę Hudsona wyruszyły dwa statki Wivenhoe i Prince Reppert. Po przybyciu na miejsce zawarto dalsze porozumienia z Indianami i rozpoczęto tworzenie sieci fortów oraz faktorii wzdłuż wybrzeży. Wkrótce uruchomiono też regularne połączenia okrętowe z Anglią. W ciągu pierwszych 12 lat działalności kapitał zainwestowany w spółkę przyniósł olbrzymi 200% zysk.

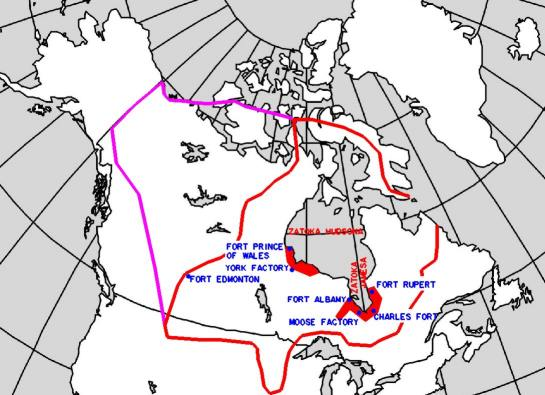
Zasięg terytorialny Kompanii Zatoki Hudsona
czerwone obszary – zasięg wpływów kompanii w pierwszych latach działalności
czerwona linia – granice zasięgu kompanii do 1821 (Ziemia Ruperta)
fioletowa linia – granice zasięgu kompanii po połączeniu się z Kompanią Północno-Zachodnią

Nie wszystko jednak potoczyło się tak, jak planowano. Zniechęceni ostrożną polityką angielską, współtwórcy kompanii Médard Chouart Des Groseilliers i Pierre-Esprit Radisson odłączyli się od niej tworząc w 1682 r. konkurencyjne przedsiębiorstwo La Compagnie du Nord, oddając się jednocześnie pod opiekę króla Francji. Wkrótce działalność łowiecka i handlowa obu kompanii weszła w okres zaciekłej rywalizacji, która nieomal doprowadziła do upadku brytyjskiej korporacji. W pierwszej fazie konflikt odbywał się na płaszczyźnie czysto handlowej, wkrótce jednak przeszedł do fazy zbrojnej. Konflikt na północy był także echem wojny Ligi Augsburskiej. W 1686 r. ośmiusetosobowy oddział zbrojnych wyruszył z Montrealu na północ. Najpierw Francuzom udało się zdobyć słabo broniony fort Moose Factory. Wkrótce padły też kolejne forty należące do HBC. Kulminacją zatargu była bitwa w Zatoce Hudsona w 1697 r. Zanim podpisano traktat z Ryswick, zwracający HBC utracone tereny, Kompania stanęła na granicy bankructwa. Odzyskanie terenów nie oznaczało powrotu do pełnego monopolu. Francuzi ciągle operowali na terenach poza kontrolą Kompanii oraz bezkarnie wdzierali się na jej tereny. Mimo tego Kompania odzyskała płynność finansową i wkrótce ponownie zaczęła przynosić zyski. Okres 31 lat pokoju pomiędzy dwiema wojnami był czasem prosperity dla obu konkurentów w handlu futrami.
Upadek La Compagnie du Nord w wyniku utraty Nowej Francji przyniósł wzrost konkurencji. Francuska spółka, przejęta przez szkockich kupców z Montrealu i przemianowana na Kompanię Północno-Zachodnią (North-West Company), stała się konkurentem znacznie poważniejszym, aniżeli jej francuska poprzedniczka. Dotrzymawszy nadania ziem poza kontrolą HBC, na zachód i północ, aż do Gór Skalistych i północnych wybrzeży, rozpoczęła intensywną działalność handlową i łowiecką. Podobnie jak wcześniej Francuzi, nowa kompania nie respektowała granic HBC, często je naruszając. Kulminacją sporów pomiędzy kompaniami była lokalna wojna, której najbardziej znaczącym wydarzeniem była bitwa pod Siedmioma Dębami. Taka sytuacja, niekorzystna dla obu firm, trwała do roku 1821, kiedy to obie kompanie połączyły się pod wspólną nazwą Hudson Bay Company.
Okres od 1821 do 1840 r. był najlepszym w historii kompanii. Prowadzona żelazną ręką George’a Simpsona osiągnęła olbrzymia dynamikę. Obok łowiectwa i przetwórstwa skór zaczęła się angażować w eksplorację geologiczną.
Problemy kompanii zaczęły się w roku 1840, kiedy to czterech metyskich kłusowników, operujących w okolicach rzeki Red River w Manitobie, zostało ujętych i uwięzionych. Choć teoretycznie popełnili przestępstwo, samo wydarzenie nasunęło kwestie zasadności monopolu HBC. Wobec wzrastającej liczebności ludności Kanady stawał się on z wolna anachronizmem. W 1859 r. Kompania podjęła starania o przedłużenie dzierżawy, która upływała w 1870 r., na kolejne sto lat. Tym razem parlament brytyjski wyznaczył komisję, której zadaniem było zbadanie sytuacji. Komitet zadał około 7 tysięcy pytań, przesłuchując 25 świadków, w tym szefa samej kompanii. Konkluzją komitetu było, iż dzierżawa nie powinna być przedłużona, a tereny pod kontrolą korporacji miały być przekazane koronie. Od tego momentu Hudson Bay Company miała działać jako normalna spółka. Jako że termin przekazania terenów zbiegł się z utworzeniem Konfederacji Kanady, tereny spółki za rekompensatą 300 tysięcy funtów szterlingów zostały wcielone do Kanady jako Terytoria Północno-Zachodnie.
Współcześnie Kompania Zatoki Hudsona jest przedsiębiorstwem handlowym posiadających sieci domów towarowych, z których do największych należą The Bay i Zellers. Roczny dochód firmy wynosi średnio 7,5 miliarda dolarów.